# Super Junior-K.R.Y.
Super Junior-KRY este primul sub-grup oficial al formației de băieți sud-coreeni Super Junior format în anul 2006, format din cei trei vocaliști principali ai grupului Super Junior: Yesung, Ryeowook și Kyuhyun . 